# Mågerodde
Mågerodde er en halvø på vestsiden af øen Mors i Limfjorden, beliggende syd for Dragstrup Vig, nord for Karby og nordøst for Visby Bredning; Syd for halvøen løber Spangå ud i bredningen. Odden er en del af Natura 2000 -område nr. 42 Mågerodde og Karby Odde og er både habitatområde og et fuglebeskyttelsesområde, og består af arealer med strandenge, der er en værdifuld lokalitet for flere yngle- og trækfugle som f.eks. klyde, havterne og dværgterne, og rastende fugle i træktiden. Ca 60 hektar ejes af Aage V. Jensen Naturfond 

## Eksterne kilder og henvisninger
1. ↑  Natura 2000-område 42 Mågerodde og Karby Odde Arkiveret 3. september 2012 hos  Wayback Machine på naturstyrelsen.dk
2. ↑  "Om Mågerodde". Arkiveret fra originalen 20. februar 2014. Hentet 5. juni 2013.

|  | Denne artikel om lokaliteten Mågerodde kan blive bedre, hvis der indsættes et (bedre) billede. Du kan hjælpe ved at afsøge Wikimedia Commons for et passende billede eller lægge et op på Wikimedia Commons med en af de tilladte licenser og indsætte det i artiklen. |

56°47′9.68″N 8°33′0.39″Ø / 56.7860222°N 8.5501083°Ø